# 弓と禅
『弓と禅』（ゆみとぜん、ドイツ語: Zen in der Kunst des Bogenschießens、英語: Zen in the Art of Archery）は、ドイツの哲学者オイゲン・ヘリゲルによる1948年の書籍である。1920年代に日本に滞在していた当時に弓道を学んだ経験について書かれている。この本は、1940年代後半から1950年代にかけて、西洋の人々に禅を紹介した。

## 起源
ヘリゲル（1884-1955）はドイツの哲学教授で、特に神秘主義に関心を持っていた。1924年から1929年まで日本で哲学を教え、その間、阿波研造を師として弓道の修行をした。阿波は、弓道を宗教のように考え、それを「大日本射道教（大射道教）」と呼んだ。大射道教とは、当時の弓道の主流とは異なる精神面を重視した弓道である。ヘリゲルは1936年に自分の体験を20ページほどのエッセイにまとめ、1948年にそれを拡大して短い本にした。この本は1953年に英語に、1956年に日本語に翻訳された。

## 書籍
この本では、運動の学習についての理論が述べられている。ヘリゲルは、外界の活動に対する無意識のコントロールを受け入れる精神を説いた。これは、それまで西洋人が完全に意識的にコントロールされていると考えていたものである。この本の中心的なアイデアは、長年の練習によって、身体的活動が、あたかも身体的な記憶（現在では「筋肉の記憶」と呼ばれている）が、複雑で難しい動きを意識的にコントロールすることなく実行するかのように、精神的にも肉体的にも楽になるというものである。
ヘリゲルは、弓道における禅について、次のように述べている。
射手は、自分の目の前にある的を射ることに没頭している自分自身を意識することはない。無意識のこの状態は、完全に空と自己の処分、自身の技術的なスキルの完成と一つになるときにのみ実現されるが、しかし、その中には、技術の漸進的な研究では到達できない、全く異なる秩序の何かがある。

## 影響
ヘリゲルのこの著書は、1974年に発表されたティモシー・ガルウェイの著書"The Inner Game of Tennis"（テニスのインナーゲーム）に影響を与えたと考えられる。ヘリゲルもガルウェイも、スポーツや人生を、内面的な協調性を学ぶ機会として捉えている。『弓と禅』は、人間性心理学における「インナーチャイルド」の考え方にも関連している。
"Zen in the Art of Archery"というタイトルは、直接的にも間接的にも、他の多くの作品のタイトルに影響を与えている。ロバート・M・パーシグが1974年に発表した"Zen and the Art of Motorcycle Maintenance"（禅とオートバイ修理技術）は、その代表的な作品である。他にも、レイ・ブラッドベリが1990年に発表した"Zen in the Art of Writing"を始め、似たようなタイトルの作品が200点以上も作られている。

## 批判
アーサー・ケストラーとゲルショム・ショーレムは『エンカウンター』誌において、ヘリゲルのこの著書は、ナチス党の政治に影響を受け、それを正当化していると非難した。ショーレムはまた、ヘリゲルの未亡人が彼の文章を編集し、彼がナチス党およびナチスの組織・ドイツ文化闘争連盟の活発なメンバーであったという事実を隠していると非難した。
山田奨治は著書『禅という名の日本丸』の中で、この本の中で取り上げられているヘリゲルと阿波研造の会話の多くが、改変されたり、完全に捏造されたものであると主張している。